# Tulpa
Tulpa bezeichnet in der Theosophie eine Manifestation von Gedanken, die durch reine Willenskraft entsteht.

## Ursprung und Entwicklung
Seit den 1970er-Jahren sind Tulpas ein paranormaler Bestandteil der westlichen Folklore. Im zeitgenössischen paranormalen Diskurs ist Tulpa ein Wesen, das in der Vorstellung beginnt, aber eine greifbare Realität und Empfindung erlangt. Tulpas werden entweder durch einen bewussten Akt des individuellen Willens oder unbeabsichtigt aus den Gedanken zahlreicher Menschen erschaffen. Die Bezeichnung Tulpa wurde erstmals von Alexandra David-Néel (1868–1969) in Magic and Mystery in Tibet (1929) beschrieben und gilt immer noch als buddhistisches Konzept. Die Idee der oder des Tulpa entsprang Mikles und Laycock (2015) zufolge jedoch mehr der Theosophie als dem Tibetischen Buddhismus, indem theosophische Metaphysik mit Konzepten aus dem Tibetischen Buddhismus kombiniert wurde.
Während der oder die Tulpa nach allgemeinem Verständnis mit dem Tibetischen Buddhismus in Verbindung gebracht wird, deuten philologische und archivarische Erkenntnisse darauf hin, dass die Begegnung von Tibetischem Buddhismus und Theosophie – vermittels westlicher Orientalisten und ihren asiatischen Informanten und Übersetzern – die Bedeutung bestimmter buddhistischer Konzepte verändert habe. Als Resultat ähnelten die Konzepte von „Emanationen“ aus dem Mahayana-Buddhismus der theosophischen Metaphysik und den westlichen Tropen von amoklaufenden Kreationen, die in Geschichten wie der Golem-Legende und Frankenstein (1818) zu finden sind. Viele der Kernmerkmale eines oder einer Tulpa scheinen eher das Ergebnis westlicher paranormaler Folklore zu sein (zum Beispiel auch das Internetphänomen Slender Man).
Alexandra David-Néel beschrieb Tulpa als „Phantome“ und „durch Magie geschaffene Formen ähnlich den Trülkus“. Im tibetischen Buddhismus ist Trülku (Sanskrit: Nirmanakaya) eine Bezeichnung, die den dritten der Körper (Kaya) eines Buddhas beschreibt – die „Emanation der Erleuchtung“ bzw. der Emanationskörper. Nach David-Néels Verständnis sei der Unterschied zwischen Tulpa und Trülku trübe; Tulpas würden von Magiern erschaffen, während Trülkus ein Aspekt von Buddhas und Bodhisattvas und dauerhafter seien. David-Néel behauptete, in Tibet einen oder eine Tulpa mittels „vorgeschriebener Gedankenkonzentration und andere[r] Riten“ erschaffen zu haben. Sie habe ihrem oder ihrer Tulpa die Form eines fröhlichen westlichen Mönchs gegeben, um einer Verwechslung mit tibetischen Gottheiten vorzubeugen. Ein tibetischer Hirte habe Berichten zufolge den Mönch sehen können, was als Beweis seiner unabhängigen Existenz gedeutet wurde. David-Néel sei gezwungen gewesen, ihre Schöpfung zu zerstören, als diese zu eigensinnig wurde.
Neben paranormalen Theorien und Praktiken ist das Fernsehen zu einem wichtigen Vektor geworden, durch den die Tulpa-Idee verbreitet wird. Beispiele:
- Akte X – Die unheimlichen Fälle des FBI, Episoden Arkadien (1999) und Heimat (2016)
- Fionas Website, Episode Tulpa (2000)
- Supernatural, Episoden Spukhaus (2006) und Thinman (2014)
- Twin Peaks - A limited Event Series, Episode Teil 14: Wir sind wie der Träumer (2017)

Die moderne Tulpaszene formte sich um das Jahr 2009 in einem 4chan-Diskussionsforum. Das größte Forum zu diesem Thema hat rund 10.000 Mitglieder (Stand 2018).

## Belege
1. 1 2 3 4 5  Natasha L. Mikles, Joseph P. Laycock: Tracking the TulpaExploring the “Tibetan” Origins of a Contemporary Paranormal Idea. In: Nova Religio. Band 19, Nr. 1, 1. August 2015, ISSN 1092-6690, S. 87–97, doi:10.1525/nr.2015.19.1.87 (ucpress.edu [abgerufen am 19. September 2021]).
2. ↑  Samuel Veissiere: Varieties of Tulpa Experiences: The Hypnotic Nature of Human Sociality, Personhood, and Interphenomenality. (academia.edu [abgerufen am 16. September 2018]).
3. ↑  Tulpa Forums bei community.tulpa.info abgerufen.